# XIV Парный легион
Легион XIV «Гемина Марция Виктрикс» (лат. Legio XIIII Gemina Martia Victrix Pia VI Fidelis VI) — римский легион, сформированный Юлием Цезарем в 57 году до н. э. Просуществовал до начала V века. Символ легиона — козерог.

## Основание
Легион создан Цезарем в 57 году до н. э. для участия в войнах в Галлии. При создании не получил наименования, а свой когномен Gemina («Близнецы») получил позже.

## Боевой путь
Первым сражением, в котором участвовал легион, была битва на Сабисе (совр. река Самбра, Фландрия, Франция — Бельгия), в которой войска Цезаря выступили против троекратно превышающих их сил нервиев в начале 57 году до н. э. Битва закончилась блестящей победой римлян.
В начале 53 года до н. э. был разбит Амбиориксом, вождем племени эбуронов в Бельгии. Место сражения находилось либо в районе Адуатуки (совр. Тонгерен, Бельгия), либо в междуречье Мааса и Рейна. Легион находился под командованием Квинта Титурия Сабина и Луция Аврункулея Котты. Эбуроны противопоставили ему войско в 7000 человек и практически уничтожили легион.
Во время осады Алезии (совр. Ализ-Сент-Рен, Франция) Цезарь вручил вновь созданному легиону орлов уничтоженного четырнадцатого легиона.
Во время гражданской войны сражается на стороне Цезаря во время похода на Рим (Рубикон), в битве при Илерде (Испания), в битве при Диррахии (совр. Дуррес, Албания) и при Фарсале (совр. Фарсала, Греция).
В 46 году до н. э. принимали участие в африканском походе Цезаря, после чего он распустил легион, расселив ветеранов в Италии.
В 41 году до н. э. Октавиан вновь создает четырнадцатый легион. Был ли воссоздан легион Цезаря, или же был создан полностью новый легион — неизвестно. В пользу второй версии говорит то, что в качестве эмблемы использовался символ Октавиана — единорог, а не Цезаря — бык. Скорее всего, легион был воссоздан для борьбы с Секстом Помпеем, но принимал ли участие в сицилийской войне Октавиана — неизвестно.
После победы при Акции Октавиан переводит в легион солдат легионов Марка Антония и дает ему наименование Gemina («Близнецы»), указывающее на то, что он сформирован из нескольких легионов. Легион переводят в Иллирик.
В 6 году принимал участие в походе Тиберия против маркоманов.
В 9 году был переведён в Могонтиак (совр. Майнц, Германия). В настоящее время в музее Майнца находится надгробие некоего Гнея Музия, относящееся к первой половине I века. Гней был знаменосцем (носителем орла) легиона, и скончался в Майнце после 15 лет службы. Большое количество следов пребывания легиона осталось также в Висбадене.
В 21 году подавлял восстание туронов в Галлии под руководством Юлия Сакровира и Юлия Флора.
В 41 году участвовал в кампании Калигулы в Германии под командованием Гальбы.
В 43 году участвовал во вторжении Клавдия в Британию. Встал лагерем в Манчестере. Легион пользовался доверием правителя провинции Остория Скапулы и воевал против короновианов на северо-западе полуострова, децинагов в Уэльсе и бригантов на севере Британии, после чего встал лагерем в Линкольншире.
В 50-е года легион базируется в Вироконии (совр. деревня Роксетер в графстве Шропшир, Англия), принимает участие в усмирении бриттских племён.
В 61 году, под командованием Гая Светония Паулина, легион проявляет потрясающий героизм при подавлении восстания Боудикки. Нерон дает ему титул Martia Victrix («Победитель, благословлённый Марсом»), который позже стали упоминать как часть когномена. Нерон считал этот легион лучшим из всех.
В 67 легион переводят на Балканы, а в следующем году он поддерживает Гальбу в его притязаниях на императорский пурпур.
В 69 году легион встает на сторону Отона, но не успевает к битве при Бедриаке, а Вителлий отправляет его обратно на Балканы. Когда же против Вителлия выступил Веспасиан, легион остался в стороне и не выступил ни за одного кандидата.
В 70 году участвовал в подавлении батавского восстания в составе сил Квинта Петиллия Цериалиса. Участвовал в осаде Ксантена.
После подавления восстания легион разместился лагерем в Майнце, деля его с легионом I Adjutrix.
В 89 году поддержал безуспешное восстание Сатурнина против Домициана, однако наказан практически не был.
В 92 году был переведен в Паннонию, сначала в Мурсу (совр. Осиек, Хорватия), а посзже в Виндобону (совр. Вена, Австрия). Легион сражался со свебами и сарматами.
Участвовал в кампании Траяна в 101—106 годах. После окончания кампании встал лагерем в Карнунте (недалеко от совр. Вены), который стал ему домом до самого расформирования.
Во II веке принимал участие в походах Антонина Пия, Луция Вера и Марка Аврелия.
Легион на стороне Септимия Севера совершил марш на Рим и был одним из тех, кто принес ему трон, после чего сражался против Песценния Нигера в битве при Иссе (совр. Исса, Турция).
В III веке стоит лагерем в Карнунте. Сражается в кампаниях Гордиана III и Филиппа Араба.
В 260—261 году поддержал узурпатора Регалиана.
Поддержал Галлиена в борьбе против Поения Постума (260—268 года), за что получил титул Pia VI Fidelis VI («Благочестивый в шестой раз и Верный в шестой раз»). После смерти Галлиена легион перешёл на сторону галльского императора Викторина.
В 364—378 годах участвовал в кампании Валента на Дунае.

## Расформирование
В начале V века находился в Карнунте. Прекратил своё существование с уходом римлян с Дуная в 430 году.